# Montenegrinische Volleyballnationalmannschaft der Männer
Die montenegrinische Volleyballnationalmannschaft der Männer ist eine Auswahl der besten montenegrinischen Spieler, die den montenegrinischen Verband Odbojkaški Savez Crne Gore bei internationalen Turnieren und Länderspielen repräsentiert. Montenegro ist seit 2006 unabhängig.

## Geschichte

### Weltmeisterschaft
Montenegro spielte mehrfach in der Qualifikation zu einer Volleyball-Weltmeisterschaft. Nachdem die Mannschaft 2010 in der zweiten Runde gescheitert war, kam das Aus für die WM 2014 bereits in der ersten Qualifikationsrunde. Auch für die folgenden Weltmeisterschaften konnte sich das Team jeweils nicht qualifizieren.

### Olympische Spiele
Montenegro war bisher noch nie bei einem olympischen Volleyball-Turnier vertreten.

### Europameisterschaft
Seit der Unabhängigkeit nahm Montenegro mehrfach an der Qualifikation zu einer Volleyball-Europameisterschaft teil und konnte sich aber 2019 und 2021 qualifizieren, wobei ein 18. Rang bei der Europameisterschaft 2019 die beste Platzierung war.

### World Cup
Montenegro war noch nie beim World Cup dabei.

### Weltliga
Die Weltliga fand bisher ohne Montenegro statt.

### Europaliga
Montenegro nahm zweimal an der Volleyball-Europaliga teil. Bei der ersten Teilnahme 2013 wurde die Mannschaft Gruppenzweiter hinter Tschechien und belegte insgesamt den fünften Rang. 2014 feierte Montenegro seinen ersten Titelgewinn seit der Unabhängigkeit. Das Team setzte sich als Gruppensieger gegen Mazedonien durch und besiegte im Endspiel den Vorrundengegner Griechenland.